# Контекст
Контекст (на латински: contextus – сплитане, съединение, свръзка) в езикознанието е завършена част от изречение или откъс от речта, определящи смисъла на отделна дума или словосъчетание.

## Етимология
Произходът на думата в българския език е през руски, немски и френски езици от латински.

## Видове контекст

### Езиков контекст (вербален контекст)

#### Примери за дума с няколко значения
- Думата бит се използва за обозначаване на съвкупност от условия, нрави, обичаи, традиции и др., присъщи на даден народ, обществена класа, социална група и т.н.
- В по-общ, разширен смисъл тази дума се използва като синоним на живот, битие.
- В информатиката бит е мерна единица за количество информация.
- В друг контекст думата бит е форма на минало страдателно причастие от глагола бия. „Да не ядеш немит, ако не щеш да си бит.“[1]
- Форми на думата „бит“ като прилагателно име също се използват: „Изгледва като бита мечка.“ [2] – срещу смислово различен контекст за членуваната форма на „бит“ в израза „изследване на бита през епохата“.

Посочените примери показват, че много често не е възможно да се определи какъв е смисълът на думата, взета самостоятелно, извън контекста.

### Общ (разширен извън езиковите фактори) контекст
Има се предвид в най-общия смисъл ситуация, която включва освен лингвистични условия и всички обстоятелства – социални, психологически, природни, и т.н.

## Влияние
Влиянието на контекстните параметри при езиковата употреба или дискурс обикновено се изучава от гледна точка на езика, езиковите промени, функционалния стил на говора. Основното допускане е, че говорещите адаптират езиковата употреба (като интонация, лексикален избор, синтаксис, както и други) към текущата комуникационна ситуация. В този смисъл, употребата на езика може да се нарече повече или по-малко „подходяща“ в даден контекст.